# 東武モハ5300形電車
東武モハ5300形電車（とうぶモハ5300がたでんしゃ）は、かつて東武鉄道に在籍した通勤形電車。戦後の混乱期に運輸省が制定した「私鉄郊外電車設計要項」に基いて新製された運輸省規格形車両である。

## 概要
戦後間もない1947年（昭和22年）、運輸省によって「私鉄郊外電車設計要項」が制定された。これは当時鋼材等資材が極度に不足をきたしていたため、車両の設計に規格を設けることで資材を有効に活用し、かつ製造メーカー各社の低下した生産能力を補う趣旨のものであり、同時期に製造された車両に関しては原則的に同要項に準拠した設計とすることが義務付けられていた。そのような状況下、東武は1947年度に運輸省規格形車両12両分の新製割り当てを受け、翌1948年（昭和23年）に制御電動車モハ5300形5300 - 5307ならびに制御車クハ330形330 - 333の計12両が日本車輌製造東京支店および汽車製造において新製された。
東武は伊勢崎線・日光線などの路線延長が100kmを超える長大路線を保有しており、乗客の平均乗車距離も長かったことから、従来車についてはクロスシート・車内トイレなどの中長距離運用を考慮した設備を備えたものとなっていたが、本形式は戦後の買出し等に伴う爆発的な利用客増を考慮してそれら装備を省略し、自社設計の車両としては東武初となる純然たる通勤形車両として設計されたことが最大の特徴である。
なお、本形式は当初モハ5700形・クハ700形の表記で竣功したものの、同時期には東武における新たな車両形式番号付与基準の制定が予定されていたことから、入籍直前に同基準に準拠した形式（モハ5300形・クハ330形）に改称・改番されたという経緯を有する。従って、本形式は新基準に準拠した形式称号を初めて付与された形式となった。
さらに1948年（昭和23年）から翌1949年（昭和24年）にかけて、制御車10両が日本車輌製造東京支店・汽車製造ならびに大栄車輌において新製された。同10両はいずれも戦災もしくは事故で被災した従来車の復旧名義、ならびに木造車の鋼体化名義で竣功している。1948年（昭和23年）に落成したクハ330形334・335の2両についてはクハ330 - 333と同一仕様で新製されたが、1949年（昭和24年）に落成した8両は車体幅の相違のほか、従来車の制御車として運用するために制御方式が異なることから別形式が付与され、クハ430形 (430 - 437) と形式区分された。
クハ330形増備車・クハ430形の種車対照一覧
| 形式      | 車番    | 名義上の種車 | 形式      | 車番    | 名義上の種車 |
| クハ330形 | クハ334 | サハ10       | クハ430形 | クハ433 | サハ29       |
| クハ330形 | クハ335 | サハ27       | クハ430形 | クハ434 | サハ62       |
| クハ430形 | クハ430 | クハニ1      | クハ430形 | クハ435 | ナニ6051     |
| クハ430形 | クハ431 | デハ56       | クハ430形 | クハ436 | デハニ26     |
| クハ430形 | クハ432 | デハ60       | クハ430形 | クハ437 | デハ35       |

最大22両が在籍した本形式は、後年制御電動車の機器換装ならびに制御車の電動車化に伴う複雑な改番を経て、1973年（昭和48年）まで運用された。

## 車体
本形式においては、私鉄郊外電車設計要項のうちA'型（車体長17,000mm、車体幅2,700mm）に区分される設計が採用された。ただし、モハ5300形・クハ330形とも台枠に日本国有鉄道（国鉄）から譲受したUF12台枠を流用した関係で、車体長は16,400mmと同要項を逸脱した寸法となっていたことが特徴である。16,400mmという車体長は、大正年代にUF12台枠を用いて新製された国鉄ホハ24400形客車を始めとする「大形2AB車」各形式と同一であり、本形式の新製に際しては同台枠にほぼ手を加えることなく流用したことが推察される。また、クハ430形については、UF12よりも製造年代の古い雑形台枠を使用して製造されたクハ431を除いて、全車とも前掲2形式同様にUF12台枠を使用するものの、全幅が他形式の2,740mmに対して2,800mmに拡幅された点が異なる。
車体は半鋼製で、本形式は当初より近距離運用を主眼として設計されたことから、昭和2年 - 4年系デハ4形・クハ3形以来の3扉構造が採用され、また東武が新製発注した車両としては初めて客用扉下部のステップを省略した。これは本形式導入の前年に国鉄63系割り当て車（東武6300系）が入線した際、同系列が客用扉ステップを持たなかったため床面と駅プラットホーム（ホーム）との間に大きな段差が生じることが問題となり、既存の駅ホーム高さをかさ上げすることで対応した結果、車両側のステップが不要となったことによるものである。
モハ・クハともに片運転台構造で、窓配置はd1D4D4D2（d：乗務員扉, D：客用扉）のいわゆる関東型配置と俗称されるものとなっている。このように本形式においては従来の東武形車両とは異なる新たな設計が取り入れられたものの、東武形車両の特徴の一つであった車体裾を切り上げて台枠が露出した構造のみは本形式においても継承された。
前面は平妻形状で、運転台側妻面に貫通扉を持たない非貫通構造とされ、運転台を中央に配置した全室運転室構造である。運転台窓上幕板部には外気取入用の通風孔が設けられている。屋根上ベンチレーターはガーランド形で、屋根上中央部にモハは5個・クハは6個をそれぞれ一列配置で搭載した。
車内はロングシート仕様で、トイレは前述のように本形式が近距離運用を前提として設計されたことから当初より設置されていない。

## 主要機器
「私鉄郊外電車設計要項」においては、制御器や主電動機等の主要機器についても規定が設けられており、本形式において採用された主要機器は一部を除きいずれも同要項において定められた指定機種である。

### 主制御器
国鉄の制式機種である電空カム軸式CS5を採用した。戦前の東武においてはイングリッシュ・エレクトリック (E.E.) 社のデッカーシステムの系譜に連なる電動カム軸式制御器を主に採用しており、ゼネラル・エレクトリック (GE) 社製Mコントロールの系譜に属する電空カム軸式制御器は前述6300系において採用実績があるのみであった。要項における指定機種にはデッカーシステムの系譜に連なる電動カム軸式制御器（東洋電機製造ES-516）が存在したにもかかわらず、本形式において敢えてCS5を採用したことについては、6300系と仕様を揃える意図があったものと推測されている。
なお、モハ5300形ならびに同形式と編成されるクハ330形はCS5制御器に対応した3段のノッチ刻みを持つMC1主幹制御器を採用したが、クハ430形については従来車との併結の必要性から9段のノッチ刻みを持つM-8D主幹制御器を採用しており、両者の制御シーケンスに互換性がなかったことからモハ5300形・クハ330形との併結は不可能であった。

### 主電動機
東洋電機製造TDK-528/9-HMを電動車1両当たり4基搭載する。同主電動機の端子電圧750V時における定格出力は110kWで、出力そのものは戦前にデハ10系等において採用実績を有する日立製作所HS-266と同等であるものの、全界磁時における定格回転数はHS-266の1,000rpmに対して1,188rpmと約20%高い回転特性を持つ主電動機である。歯車比は3.71 (63:17) 、駆動方式は吊り掛け式である。
本形式は東武におけるTDK-528系主電動機の初採用例となったが、その後同主電動機はその高回転特性が買われて特急用車両5700系を始めとして主に優等列車に用いられる車両へ広く採用された。

### 台車
モハ5300形は住友鋳鋼所製の鋳鋼組立型釣り合い梁式台車KS33E（固定軸間距離2,300mm）を、クハ330形・430形は国鉄払い下げ品の省形釣り合い梁式台車TR11（同2,450mm）をそれぞれ装着する。軸受は両台車とも平軸受（プレーンベアリング）仕様である。
なお、前者は私鉄郊外電車設計要項において定められた指定機種であったものの、後者は指定機種には含まれていない。これはモハ5300形・クハ330形の新製に際して12両分のKS33E台車の割り当てを受けたものの、本来クハ330形向けに新製された4両分を従来車の台車換装用途に供し、クハ330形については中古台車を装着させたことに起因する。

### 制動装置
日本エヤーブレーキ社（現・ナブテスコ）が開発したA動作弁を用いるAMA / ACA自動空気ブレーキである。制動筒（ブレーキシリンダー）を車体側に1両当たり1基搭載し、制動筒に接続された制動引棒（ブレーキロッド）によって前後台車計4軸の制動を動作させる、落成当時としては一般的なブレーキワークが採用されている。

### その他
パンタグラフは国鉄制式のPS-13をモハ5300形の運転台寄りに1基搭載する。また、電動発電機 (MG) や電動空気圧縮機 (CP) などの補助機器類もモハ5300形へ集中搭載されており、電気的には単独走行も可能な仕様であった。

## 形式再編
モハ5300形・クハ330形・クハ430形は、運用開始から時を経ずして全車とも主要機器の換装を伴う改造が順次実施され、1957年（昭和32年）までにモハ3200形・3260形・5200形・5430形・クハ420形の5形式に再編された。以下、形式再編に至る詳細について解説する。

### 主要機器交換
前述のように、モハ5300形が搭載するTDK-528/9-HM主電動機は吊り掛け式主電動機としては高回転型の特性を持ち、高速運転にも耐えうる主電動機であった。戦後の特急運転再開に伴って、デハ10系を出自とする車両のうちモハ5440形として再編されていた車両の多くが特急用車両として整備されていたが、それらの性能向上目的でTDK-528/9-HM主電動機を含む本形式が搭載する主要機器を供出し、代わりにモハ5440形が従来装備した主要機器を本形式へ搭載する機器交換改造が1951年（昭和26年）に実施された。
対象となったモハ5303 - 5306（モハ5303は初代）はモハ5440形から譲り受けた日立製作所MCH-200D電動カム軸式制御器・HS-266主電動機を搭載し、車両形式番号付与基準に従ってモハ5430形5431 - 5434と改称・改番された。同4両と編成されたクハ331（初代）・332・334・335についても主幹制御器の交換が行われ、クハ420形423 - 426と改番・編入された。また、これら改造・改番によって生じた空番を解消するため、モハ5307がモハ5303（2代）へ、クハ333がクハ331（2代）へそれぞれ改番が実施されている。
改番対照
| 旧番             | 改番後          |
| モハ5303（初代） | モハ5431        |
| モハ5304         | モハ5432        |
| モハ5305         | モハ5433        |
| モハ5306         | モハ5434        |
| モハ5307         | モハ5303（2代） |
| クハ331（初代）  | クハ423         |
| クハ332          | クハ424         |
| クハ333          | クハ331（2代）  |
| クハ334          | クハ425         |
| クハ335          | クハ426         |

1951年（昭和26年）8月に発生した浅草工場の火災によって電車6両が被災焼失したが、本形式においてはクハ430形434が被災し廃車となった。これら被災した車両の代替として、同年12月にクハ550形6両が新製された。同形式は制御車として竣功したものの、当初より電装・電動車化を前提として設計・製造されており、うち4両については制御車として運用されることなく1952年（昭和27年）に電動車化改造が施工されたが、同改造に際してはモハ5300形のうち前述機器交換の対象から外れていたモハ5300 - 5303（モハ5303は2代）より電装品を転用することとなった。さらに電装品を供出した同4両に対しては、大正15年系モハ2200形を電装解除・制御車化の上、その電装品を同4両へ転用するという玉突き改造が実施された。
同4両は豊電業US-531電動カム軸式制御器・イングリッシュ・エレクトリック社DK-91主電動機（端子電圧750V時定格出力97kW）を搭載し、モハ3200形3202 - 3205と改番・編入された。また、これらと編成を組む制御車についても前年改造された車両と同じく主幹制御器の交換が行われ、同様にクハ420形427・428と改番・編入されている。
これら一連の改造によって、モハ5300形・クハ330形は竣功後5年足らずで形式消滅した。
改番対照
| 旧番            | 改番後   |
| モハ5300        | モハ3202 |
| モハ5301        | モハ3203 |
| モハ5302        | モハ3204 |
| モハ5303（2代） | モハ3205 |
| クハ330         | クハ427  |
| クハ331（2代）  | クハ428  |

### 制御車の電動車化改造
保守上の都合から総武鉄道引き継ぎ車の電動車を電装解除・制御車化するに当たり、その分減少した電動車の補充を目的として、1953年（昭和28年）にクハ430形430 - 433・435の5両が電動車化された。電装品については前述モハ3200形と同一であったが、3200番台の車両番号（車番）に余裕がなかったことから別形式に区分され、モハ3260形3260 - 3264と改称・改番された。
また、東上線において制御電動車・制御車を一組とするモハ・クハ固定編成化の実施に際して制御電動車が3両不足したため、前述電動車化対象に含まれなかったクハ430形436・437とクハ420形427を電動車化して充当することとなり、1956年（昭和31年）から1957年（昭和32年）にかけて改造が施工された。電装品は東洋電機製造ES-530電動カム軸式制御器・日立製作所HS-266主電動機を搭載したが、デッカーシステムと110kW主電動機の組み合わせは同3両が唯一の例であった。電動車化後は車両形式番号付与基準に従ってモハ5200形5201 - 5203と改称・改番された。また、電動車化と同時に前面に貫通扉が新設され、運転台が左側に移設されている。
クハ436・437の電動車化をもってクハ430形は形式消滅し、竣功当初存在した3形式は全て形式消滅した。
改番対照
| 旧番    | 改番後   |
| クハ433 | モハ3260 |
| クハ431 | モハ3261 |
| クハ432 | モハ3262 |
| クハ430 | モハ3263 |
| クハ435 | モハ3264 |
| クハ427 | モハ5201 |
| クハ436 | モハ5202 |
| クハ437 | モハ5203 |

## 形式再編後の変遷
本形式は前述のように近距離運用を主眼として設計されたものであったが、前述6300系や78系などの4扉車体の大型通勤形車両の増備に伴って中長距離運用にも充当され、32系・54系に属する各形式と何ら区別なく混用された。
1960年（昭和35年）6月にクハ423・424の2両に対して前面貫通扉新設ならびに運転台の左側への移設が施工された。これは前述東上線におけるモハ・クハ固定編成化の一環として実施された改造であり、出場後の同2両はモハ5450形5455・5456とそれぞれ固定編成化された。
1962年（昭和37年）4月から同年5月にかけて、モハ5430形5431 - 5434を対象に運転台補強工事が施工された。同時に前面貫通扉の新設および運転台の左側への移設が実施され、モハ5200形ならびにクハ423・424と同等の仕様に変化した。また、同4両に対しては車内設備改善工事も同時に施工され、車内照明が蛍光灯化されたほか、車内放送装置・扇風機が新設された。
その他、全車を対象に車体塗装のベージュ地に裾部と窓周りがオレンジの一般色への塗装変更、編成の長大化に伴う制動装置への中継弁付加・ARE自動空気ブレーキ化、電動車のパンタグラフの東洋電機製造PT-41系への換装、前面窓固定支持のHゴム化等が順次施工された。また、保安装置（東武形ATS）整備に関連して、本形式においても多くの車両が運転室の機器撤去を行い事実上中間車化されたが、特にモハ5430形は全車が機器撤去の対象となり、晩年は先頭車としての運用が不可能となっていた。
1960年代後半に至り、32系の3000系への車体更新や54系の車内設備改善が進む中、モハ5200形5201 - 5203のみは旧態依然とした設備のまま存置されていた。性能的には54系に属する同形式は更新時期までまだ間があったことから、1966年（昭和41年）12月に車内照明の蛍光灯化や車内放送装置・扇風機の新設といった前述モハ5430形同様の改善工事が施工された。また、同形式においては老朽化が進行した外板の張替えも実施され、腰板下端部が車体裾部まで下ろされたことによって台枠が隠されたことが外観上の特徴となった。なお、同工事はモハ5201 - 5203の編成相手であったクハ550形560 - 562に対しても施工された。
後継形式の増備に伴って、本形式もまた他の旧型車各形式の例に漏れることなく、晩年は野田線および館林地区のローカル運用に充当された。その後、32系の3000系への更新進捗に伴って本形式の32系グループ（モハ3200形・3260形）も更新対象となり、野田線における運用中に踏切事故に遭遇し大破したモハ3260形3263が1965年（昭和40年）2月に車体更新されたことを皮切りに順次更新が進捗し、1969年（昭和44年）までに全車の更新が完了した。さらに1971年（昭和46年）以降、54系グループ（モハ5200形・5430形）の3050系への更新も開始され、本形式中最も手を加えられたモハ5200形のうちモハ5201・5202が最後まで残存したものの、同2両についても1973年（昭和48年）に更新が実施された。
モハ5200形の形式消滅をもって東武における運輸省規格形車両は全廃となった。